# Pla Hidrològic Nacional
El Pla Hidrològic Nacional (PHN) espanyol va ser aprovat pel Congrés de diputats espanyol el 2005, modificant el Pla del 2001, i substituint el transvasament de l'Ebre pel projecte AGUA.
El principal projecte del Pla del 2001, promogut pel Partit Popular era el transvasament de l'Ebre, un projecte per transferir aigua des de la conca del riu Ebre a Castelló, València, Alacant, regió de Murcia, Almeria i Barcelona, que va ser aprovat pel Parlament espanyol en la legislatura 2000-2004 i va despertar molt rebuig al territori, a través de les protestes de la Plataforma en Defensa de l'Ebre (PDE) i dels partits polítics, tant catalans com espanyols, que s'hi van oposar. Fins i tot el llavors president del govern d'Espanya, José María Aznar, va posar la primera pedra simbòlica del trasllat el febrer del 2004. Amb l'arribada de Zapatero a Moncloa quatre mesos després, el pla es va derogar i se'n va aprovar un altre en 2005, derogant la transferència de l'Ebre i centrant la planificació hidrològica en la construcció de noves plantes dessaladores, que es va anomenar programa A.G.U.A. El Consell de Ministres va aprovar per decret el nou Pla Hidrològic de la conca de l'Ebre el febrer de 2014.

## Programa A.G.U.A.
El programa A.G.U.A. del Pla actual preveu assegurar la disponibilitat de 928 hm³/any en les 5 províncies a les que el Transvasament de l'Ebre hauria d'aportar (teòricament) 1.050 hm³/any, a més d'altres 135 nous hm³ per a les províncies de Màlaga i Girona i d'inversions en les províncies de Tarragona i Albacete, d'aquests 1.163 hm³/any, 448 hm³ procediran d'inversions realitzades en millores en la gestió, estalvi, renovació d'infraestructures i reutilització, un aspecte inexistent en l'anterior PHN, mentre que els altres 715 hm³ procediran de la dessalinització.
La inversió estimada del programa AGUA al País Valencià i regió de Múrcia és de 3.900 milions d'euros dels quals s'espera que 1.200 milions siguin aportats per la Unió Europea a través dels fons FEDER, enfront del Transvasament de l'Ebre que preveia una inversió pròxima als 4.300 milions d'euros sense possibilitat de comptar amb fons europeus.
El preu de l'aigua amb el transvasament s'estimava en 0,31 cèntims/m³ segons el PHN, encara que aquesta xifra va pujar a 0,52 centims/m³ abans de començar la pròpia obra, front als 0,36 cèntims/m³ de l'aigua dessalada subvencionada per usos agrícoles i entre els 0,50 i 0,70 centims/m³ de l'aigua dessalada per a consums urbans,
L'any 2014 el consell de ministres va aprovar el nou pla hidrològic de la conca de l'Ebre, que reserva un cabal ecològic "per sobre dels 3.000 hectòmetres cúbics" per al delta de l'Ebre i que contempla inversions de 2.500 milions d'euros. Aquest nou pla no va satisfer ni el govern de la Generalitat ni la Plataforma en Defensa de l'Ebre, que consideraven insuficient el cabal per garantir el futur del Delta.
El pla hidrològic de l'Ebre planifica 465.000 hectàrees més de regadiu i la construcció de 52 embassaments, mentre que deixa un cabal ambiental per al tram final de 3.009 hectòmetres cúbics anuals. El govern català prepara un recurs contenciós administratiu contra el pla hidrològic, i manté que es poden fer compatibles els regadius amb un cabal ambiental que garanteixi la supervivència del Delta. El pla hidrològic de l'Ebre vulnera, com a mínim, dues directives europees, la de l'aigua i la dels ocells.

## Moviments socials

El nus antritransvasament.

L'any 2000 es va crear la Plataforma en Defensa de l'Ebre, plataforma social per a la implantació d'una nova cultura de l'aigua, contrària a la política de transvasaments projectada pel Govern espanyol. Pel que fa al riu Ebre la plataforma ha denunciat al llarg dels anys les conseqüències que nous transvasaments suposarien per al Parc Natural del Delta de l'Ebre, promovent moltes manifestacions per tal que es paralitzi i/o modifiqui l'actual Pla Hidrològic Nacional, però el diumenge 7 de febrer del 2016 a Amposta es va realitzar la concentració més multitudinària de totes les que s'havien realitzat fins aleshores en contra el Pla de Conca Hidrogràfica. Sota el lema L'Ebre sense cabals és la mort del Delta més de 50.000 persones van manifestar-se per reclamar un cabal ambiental digne per al tram final del riu Ebre.